# Flavio Eutolmio Taziano
Flavio Eutolmio Taziano (in greco: Φλάουιος Εὐτόλμιος Τατιανὸς, Flavios Eutolmios Tatianos; in latino: Flavius Eutolmius Tatianus; Sidyma, ... – ...; fl. 357-392) è stato un politico romano di età imperiale.

## Biografia

### Inizi della carriera
La famiglia degli Eutolmii era originaria della Siria; Taziano, nacque a Sidyma, figlio di Antonio Taziano, praeses (governatore) della Caria dal 360 al 364 circa. Ebbe un figlio, Proculo, che ne seguì le orme scegliendo la carriera politica.
Taziano iniziò la sua carriera durante il governatorato del padre; intorno al 357 era avvocato; poi fu assessor (assistente) di un governatore, un vicarius, un proconsole e due prefetti. Negli anni 360 fu praeses Thebaidos (governatore della Tebaide); tra il 367 e il 370 fu praefectus augustalis in Egitto; dal 370 al 374 amministrò la provincia della Siria e della diocesi di Oriens; dal 374 al 380 ricoprì il ruolo di comes sacrarum largitionum nell'amministrazione finanziaria imperiale. Dopo aver lavorato per un anno sotto Teodosio I, Taziano lasciò il proprio posto per ritirarsi per i successivi otto anni in Licia; non è chiaro se la decisione sia stata dovuta alla pressione dei favoriti imperiali, portati dal nuovo imperatore dall'Occidente.

### Prefettura d'Oriente

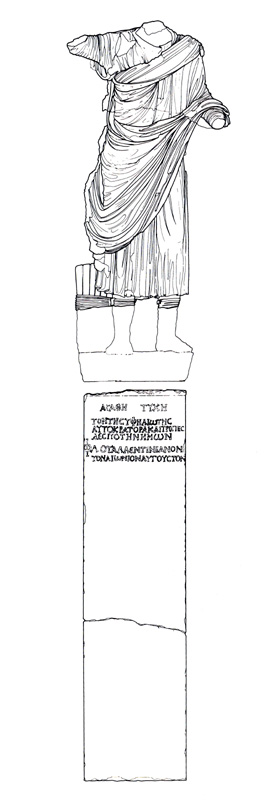
Statua dedicata da Eutolmio Taziano a Valentiniano II, ritrovata presso le terme di Adriano della città di Afrodisia. Faceva parte di un gruppo di statue dedicate a Onorio, ad Arcadio e a Elia Flaccilla.

Il 16 giugno 388, poco prima della sua partenza per la campagna contro l'usurpatore Magno Massimo, Teodosio nominò Taziano prefetto del pretorio per l'Oriente, facendolo succedere a Materno Cinegio, morto da poco; dopo aver mandato le insegne del potere a Taziano in Licia, nominò Proculo praefectus urbi di Costantinopoli.
Sono pervenute alcune leggi di questo periodo, che Taziano avrebbe rispettato in assenza di Teodosio (l'imperatore tornò in Oriente solo nell'autunno del 391) per perseguire una propria politica, alquanto anti-clericale; cionondimeno non è possibile parlare di un cambiamento di politica a favore dei pagani. Va però considerato come nel 391 Taziano fu console assieme a Quinto Aurelio Simmaco, un altro esponente dell'ambiente pagano aristocratico.

### Caduta di Taziano
La caduta di Taziano fu causata dal suo contrasto con il potente generale e uomo politico Rufino. Rufino, console per 392, temeva il potere di Taziano e di Proculo, che detenevano contemporaneamente la prefettura del pretorio e quella della città: tale concentrazione di potere nelle mani di padre e figlio causò l'invidia di uomini potenti. Rufino sfruttò alcuni errori nell'amministrazione delle finanze da parte di Taziano per farlo deporre ed arrestare e succedergli come prefetto del pretorio (settembre 392). In seguito Taziano venne mandato in esilio, probabilmente in Licia, e venne colpito da damnatio memoriae; la caduta di Taziano coinvolse anche il figlio Proculo, che fu condannato a morte.
Gli ultimi anni di regno di Teodosio furono caratterizzati da un aumento dell'intolleranza contro il paganesimo; va forse interpretata in quest'ottica la caduta in disgrazia di Taziano.

### Fonti primarie
- Zosimo, Storia nuova, iv.45.1, iv.52.1—4.

### Fonti secondarie
- (EN) Tatianus 5, in The Prosopography of the Later Roman Empire, I, Cambridge, 1971,  pp. 876-878.
- (EN) Charlotte Roueché, Aphrodisias in Late Antiquity: The Late Roman and Byzantine Inscriptions, III, King's College London,  pp. 25—30.
- (DE) Ralf Scharf, Die Familie des Fl. Eutolmius Tatianus (PDF), in Zeitschrift für Papyrologie und Epigraphik, vol. 85, 1991,  pp. 223–231.